# ヘスス・チョン
ヘスス・チョン（Jesús Chong、1965年1月7日 - ）は、メキシコのプロボクサー。元WBO世界ライトフライ級王者。ドゥランゴ州ゴメスパラシオ出身。

## 来歴
1987年9月1日、チョンはプロデビューを果たし3回KO勝ちを収め白星でデビューを飾った。
1988年1月10日、ラウル・ロペスと対戦し2回KO勝ちを収めた。
1989年9月22日、イスマエル・ロドリゲスと対戦し2回TKO勝ちを収めた。
1989年10月13日、ジュスト・スニガと対戦し10回判定負けを喫しプロ初黒星を喫した。
1990年2月16日、後の世界2階級制覇王者ジョニー・タピアと対戦し8回判定負けを喫した。
1990年12月13日、フランシスコ・モンティエルとIBC世界ライトフライ級王座決定戦を行い12回2-0の判定勝ちを収め王座獲得に成功した。
1991年1月14日、ザ・フォーラムでNABF北米ライトフライ級王者ヤーサイズ・ザムディオと対戦し12回0-3の判定負けを喫し王座獲得に成功した。
1991年3月21日、NABF北米ライトフライ級王者ホルヘ・ルイス・ローマンと対戦し5回終了時ローマンが棄権した為王座獲得に成功した。
1991年5月17日、クアウテモック・ゴメスと対戦し10回判定勝ちを収めた。
1991年9月16日、ダニエル・ウンベルト・ラゴスと対戦し4回KO勝ちを収めた。
1991年10月18日、マイケル・カルバハルと対戦し10回0-3(2者が92-97、93-97)の判定負けを喫した。
1992年2月24日、ザ・フォーラムでフランシスコ・モンティエルと再戦し11回1分47秒TKO勝ちを収めた。
1992年5月30日、WBCアメリカ大陸ライトフライ級王者ハビエル・ファレスと対戦し12回判定負けを喫し王座獲得に失敗した。
1992年9月4日、ダニー・ヌーニェスと対戦し7回KO勝ちを収めNABF王座の初防衛に成功した。
1993年3月5日、ラウル・リオスと対戦し10回TKO勝ちを収めた。
1993年7月17日、イスマエル・ロドリゲスと4年ぶりに再戦し8回TKO勝ちを収めた。
1993年8月28日、メキシコシティでメキシコライトフライ級王者ゲラルド・ガルシアと対戦し8回TKO勝ちを収め王座獲得に成功した。
1993年12月17日、ハビエル・ファレスと1年ぶりに再戦し10回TKO勝ちを収め初防衛に成功した。
1994年7月2日、ラファエル・オロズコと対戦し11回TKO勝ちを収め2度目の防衛に成功した。
1994年9月2日、オスカー・カラザダと対戦し7回TKO勝ちを収め3度目の防衛に成功した。
1994年10月15日、エドガー・カルデナスと対戦し12回判定勝ちを収め4度目の防衛に成功した。
1994年11月25日、ラウル・リオスと1年ぶりに再戦し3回KO勝ちを収め5度目の防衛に成功した。
1995年5月19日、エドガー・カルデナスと7ヶ月ぶりに再戦したが9回失格負けを喫し6度目の防衛に失敗し王座から陥落した。
1995年7月16日、WBF世界ライトフライ級王者サイルン・スワナシルと対戦し9回KO勝ちを収め王座獲得に成功した。
1995年10月21日、ジャッキリート・LG・ジムと対戦するが12回判定負けを喫し初防衛に失敗し王座から陥落した。
1996年4月16日、NABF北米ライトフライ級王者エリック・グリフィンと対戦し7回1分8秒KO勝ちを収め4年ぶりの王座返り咲きに成功した。
1997年5月31日、シーザース・パレスでジェイコブ・マトラーラの返上で空位となったWBO世界ライトフライ級王座決定戦でエリック・グリフィンと1年ぶりに対戦し2回2分13秒逆転TKO勝ちを収め王座獲得に成功した。
1997年8月25日、メルチョ・コブ・カストロと対戦。カストロの高い防御力に高いKO率を誇る攻撃力が通じず12回0-3(2者が108-118、109-117)の判定負けを喫し初防衛に失敗し王座から陥落した。
1998年4月20日、トマス・リベラと対戦し10回判定負けを喫した。
1998年10月5日、後のWBO世界フライ級王者イシドロ・ガルシアと対戦したが12回判定負けを喫した。
1999年9月11日、ラウル・ファレスと対戦し3回2分40秒TKO負けを喫した。
2000年3月31日、WBF世界ライトフライ級王者リングロム・ポー・タワッチャイと対戦し12回判定負けを喫し王座獲得に失敗した。
2002年3月15日、WBCムンドヒスパノライトフライ級王者フランシスコ・ソトと対戦し5回KO負けを喫した。
2003年1月1日、ラファエル・チャベスと対戦し10回判定負けを喫した試合を最後に現役を引退した。

## 獲得タイトル
- IBC世界ライトフライ級王座
- NABF北米ライトフライ級王座
- メキシコライトフライ級王座
- WBF世界ライトフライ級王座
- NABF北米ライトフライ級王座
- 第6代WBO世界ライトフライ級王座（防衛0